# Kacova ulica (Maribor)
Kacova ulica (deutsch: Kac-Gasse) ist der Name einer Straße im Bezirk Center der Stadtgemeinde Maribor, Slowenien. Sie ist benannt nach Rudolf Kac (1905 bis 1944), Leiter des Partisanenlazaretts Triglav im Jahr 1944.

## Geschichte
Im Jahr 1886 (und nochmals 1941) erhielt die neue Straße in der Grazer-Vorstadt, die die Blumengasse (heute Ulica heroja Šlandra) und die Mühlgasse (Mlinska ulica) verband, den Namen Quergasse. Im Jahr 1919 (sowie 1945) erhielt sie die entsprechende slowenische Bezeichnung Prečna ulica. 1947 wurde sie in Würdigung des Zahnarztes Dr. Rudolf Kac Kacova ulica umbenannt. Kac schloss sich 1943 den Partisanen an.

## Lage
Die Straße verbindet die Mlinska ulica mit der Ulica heroja Šlandra.